# Velemín
Obec Velemín (německy Welemin) se nachází asi 6 kilometrů severozápadně od Lovosic v okrese Litoměřice v Ústeckém kraji. Žije v ní přibližně 1 700 obyvatel. Rozkládá se podél silnice I/8 v široké Velemínské kotlině Českého středohoří; protéká jí Milešovský potok.
Vedle samotného Velemína je součástí obce dalších deset vesnic, a to Bílinka, Bílý Újezd, Boreč, Březno, Dobkovičky, Hrušovka, Kletečná, Milešov, Oparno a Režný Újezd. Součástí vsi jsou i čtyři osady: Zbožná, Páleč, Struženka a Malá Chotiměř (posledně jmenované jen menší díl).

## Historie
Území, na kterém leží spádová obec Velemín, bylo osídleno již v mladší době kamenné (asi 3 tisíce let před naším letopočtem), o čemž svědčí nálezy kamenných nástrojů (například soubor čepelí u Borče, sekeromlatu u Velemína, kamenných sekyrek u Dobkoviček). V pátém až osmém století se zde usídlili Slované.
Písemně je obec poprvé doložena v roce 1227.

## Zajímavosti
- 27. června 1757 zde padl pruský generál Christoph Hermann von Manstein. Malý kopec u Velemína, kde se to stalo, je pojmenován Mannsteinův kámen.
- Boreč

## Obyvatelstvo
|           | 1869 | 1880 | 1890 | 1900 | 1910 | 1921 | 1930 | 1950 | 1961 | 1970 | 1980 | 1991 | 2001 | 2011 |
| --------- | ---- | ---- | ---- | ---- | ---- | ---- | ---- | ---- | ---- | ---- | ---- | ---- | ---- | ---- |
| Obyvatelé | 481  | 470  | 509  | 547  | 583  | 550  | 689  | 510  | 530  | 526  | 508  | 483  | 511  | 587  |
| Domy      | 86   | 93   | 96   | 93   | 101  | 100  | 143  | 156  | 128  | 128  | 126  | 140  | 150  | 165  |

## Pamětihodnosti
- Kostel svatého Martina

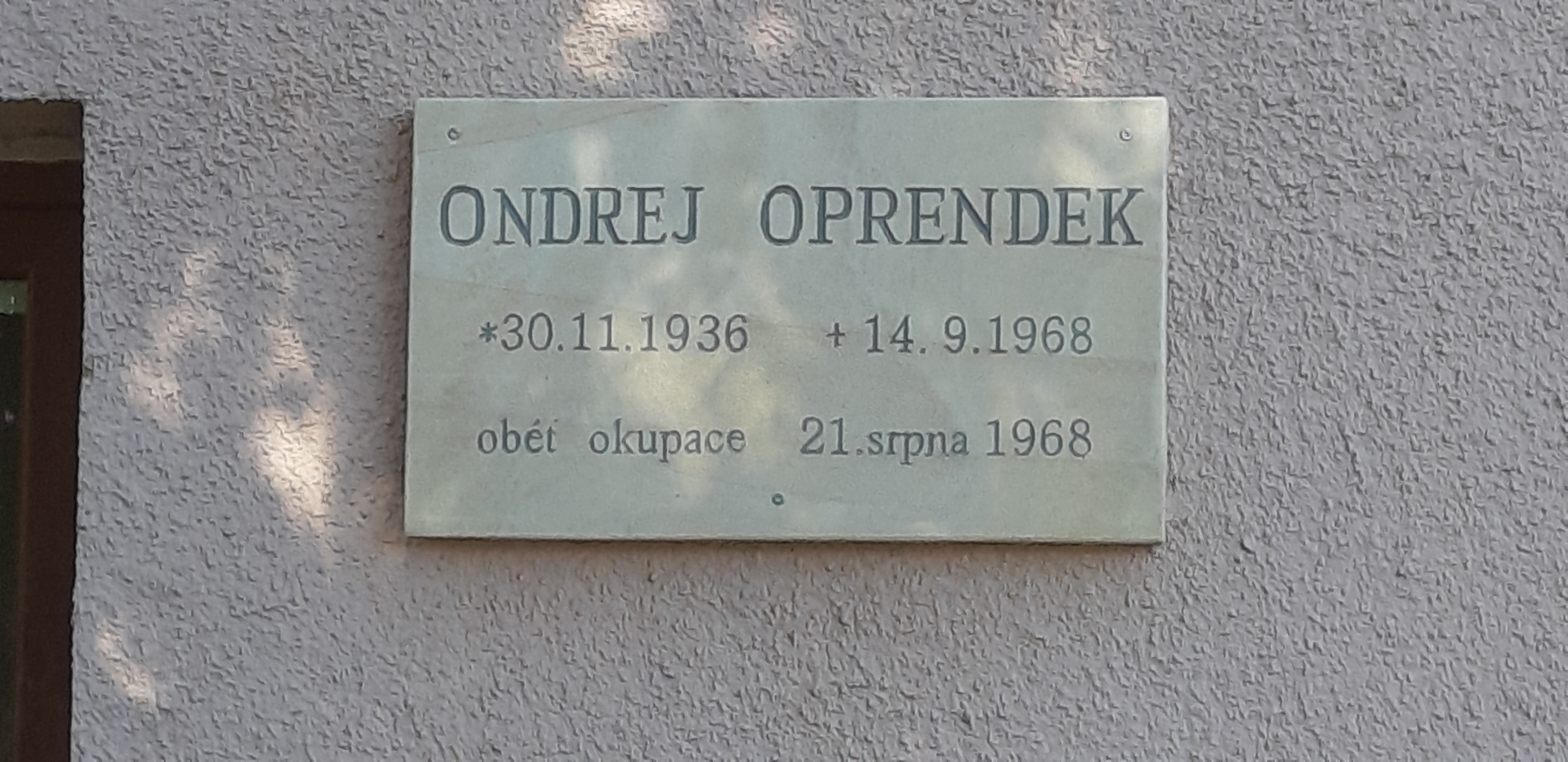
Pamětní deska Ondreje Oprendeka

- Šimrova lípa, památný strom (ve Velemíně, stranou hlavní silnice asi na 2/3 vzdálenosti od kostela k obecnímu úřadu)[7]
- Socha Ecce Homo
- Tvrz Bílý Újezd
- Zámek Milešov
- Zřícenina hradu Ostrý
- Zřícenina hradu Opárno
- Pomník Hanse Kudlicha na rozcestí ke Kletečné
- NPR Milešovka
- NPP Lovoš
- NPP Borečský vrch
- PR Březina

## Doprava
Územím obce prochází lokální železnice Lovosice – Teplice se zastávkami Oparno a Dobkovičky; nejblíže od samotného Velemína leží stanice Chotiměř, která ovšem spadá pod sousední samostatnou obec. Osobní vlaky zde jezdí ve dvouhodinovém intervalu. Kvůli poškození trati sesuvem půdy je od roku 2013 v tomto úseku zavedena na neurčito náhradní autobusová doprava, jejíž spoje zastavují přímo ve Velemíně.
Obec leží na hlavní silnici I/8 z Prahy do Německa; Velemín a Bílinka byly tak sužovány tranzitní dopravou až do otevření dálnice D8, která většinu dopravy odvedla, znamená však zásah do místní cenné krajiny (např. mohutný betonový most přes Opárenské údolí). Autobusová doprava mimo hlavní silnici, tedy do většiny přidružených osad, je sporadická.